# Honggutan
Honggutan léase Jongkú-Tán (en chino:红谷滩新区, pinyin:Hónggǔtān xīnqū, lit:playa del valle rojo) es la zona franca de la ciudad-prefectura de Nanchang, sede política y económica de la Provincia de Jiangxi, al este de la República Popular China. Honggutan se administra como nuevo distrito gozando de privilegios que fomenta tanto el comercio estatal como privado. La nueva área yace en el corazón geográfico de la ciudad-prefectura, en las riberas del Río Gan, un tributario del Yangtsé que la conecta por vía marítima con Shanghái y Nankín. Su área total es de 176 km² y su población para 2018 fue de 500 000 habitantes.

## Administración
Honggutan se divide en 1 subdistrito, 1 poblado y 3 oficinas administrativas ;
- Subdistrito Shajing (沙井街道办)
- Poblado Shengmi (生米镇)
- Oficina Fenghuangzhou (凤凰洲管理处)
- Oficina Jiulonghu (九龙湖管理处)
- Oficina Hongjuezhou (红角洲管理处)

Distrito central
El distrito central (红谷滩中心区) ubicado en el Subdistrito Shajing, cubre un área de  de 4,28 km² y un área circundante de 6 km². Es el distrito financiero de Honggutan, este integra finanzas comerciales, oficinas administrativas, información, cultura, hotelería y residencias.
Hongjiaozhou
Hongjiaozhou (红角洲) es un área planificada de aproximadamente 25 kilómetros cuadrados, el cual alberga una ciudad ecológica que integra educación superior, investigación científica, turismo, deportes, comercios y residencias de alto nivel. También es el área modelo de Nanchang para construir una ciudad paisajista y una ciudad del agua como incentivo para cuidar e investigar el sistema del río Gan. Son los centros ecológicos y de ocio de toda el área de planificación, con énfasis en la protección ecológica y el turismo.

## Historia
Desde la República de China hasta la década de 1990, la mayor parte de la zona donde hoy yace el Nuevo Distrito eran solo las playas del río Gan. De 1998 al 2000, las fábricas de elaboración de cerveza empezó a cambiar la visión potencial de esta zona y el 11 de julio del 2000, se inició oficialmente el desarrollo y la construcción de 4.28 kilómetros cuadrados en el área central de Honggutan.
A fines de 2001, se completó el centro administrativo de la ciudad de Nanchang, y algunos órganos del partido y del gobierno, como el Comité Municipal del Partido, el Congreso Popular Municipal, el Gobierno Municipal y la Comisión Municipal de Inspección Disciplinaria se mudaron a la zona.
El 15 de mayo de 2002, el Comité de Trabajo y el Comité de Administración del Nuevo Distrito de Honggutan se estableció formalmente y la agencia se envió al Comité Municipal del Partido y al Gobierno Municipal.
El 29 de marzo de 2006, el Consejo de Estado acordó que el gobierno Popular Municipal de Nanchang se mudara a Nuevo Distrito, pero de hecho, ese organismo municipal junto con otras dependencias ya se habían cambiado desde 2001. En la actualidad, el gobierno popular de la provincia de Jiangxi tiene su sede aquí.
En 2009, fue aprobado por la Oficina Provincial de Jiangxi como un sistema a nivel de departamento adjunto. 
El 22 de octubre de 2015 Guinness World Records le otorgó el mayor número de edificios en un espectáculo de luz y sonido permanente.

## Geografía
El Nuevo Distrito de Honggutan está ubicado al centro-norte de la provincia de Jiangxi, el centro de la ciudad de Nanchang, al oeste del Lago Poyang que dista unos 50 km donde es bañada por algunos de sus desagües. El área que cubre es larga y estrecha, con tendencia norte-sur, aproximadamente 23 kilómetros de norte a sur, con un área total de 176 kilómetros cuadrados y una elevación de 20 metros sobre el nivel del mar, el terreno en general es llano, solo una franja de montañas se ubica al oeste donde la altitud llega a los 600 m s. n. m. donde se ubica el parque nacional Meiling.
Honggutan fue originalmente una llanura aluvial del río Gan. Los tipos de formas de relieve normales en toda la zona son principalmente llanuras y lagos aluviales.

## Clima
La ciudad tiene las cuatro estaciones bien diferenciadas, los inviernos son cortos y fríos con probabilidades de nieve, el verano es largo y húmedo incluso esta zona tiene de las más altas temperaturas del país. La precipitación es común de marzo a junio. La temperatura media mensual es de 5C en enero el más frío y junio el más caliente con 29C, la media anual es de 17C.
| Parámetros climáticos promedio de Honggutan (1971-2000) | Parámetros climáticos promedio de Honggutan (1971-2000) | Parámetros climáticos promedio de Honggutan (1971-2000) | Parámetros climáticos promedio de Honggutan (1971-2000) | Parámetros climáticos promedio de Honggutan (1971-2000) | Parámetros climáticos promedio de Honggutan (1971-2000) | Parámetros climáticos promedio de Honggutan (1971-2000) | Parámetros climáticos promedio de Honggutan (1971-2000) | Parámetros climáticos promedio de Honggutan (1971-2000) | Parámetros climáticos promedio de Honggutan (1971-2000) | Parámetros climáticos promedio de Honggutan (1971-2000) | Parámetros climáticos promedio de Honggutan (1971-2000) | Parámetros climáticos promedio de Honggutan (1971-2000) | Parámetros climáticos promedio de Honggutan (1971-2000) |
| Mes                                                     | Ene.                                                    | Feb.                                                    | Mar.                                                    | Abr.                                                    | May.                                                    | Jun.                                                    | Jul.                                                    | Ago.                                                    | Sep.                                                    | Oct.                                                    | Nov.                                                    | Dic.                                                    | Anual                                                   |
| ------------------------------------------------------- | ------------------------------------------------------- | ------------------------------------------------------- | ------------------------------------------------------- | ------------------------------------------------------- | ------------------------------------------------------- | ------------------------------------------------------- | ------------------------------------------------------- | ------------------------------------------------------- | ------------------------------------------------------- | ------------------------------------------------------- | ------------------------------------------------------- | ------------------------------------------------------- | ------------------------------------------------------- |
| Temp. máx. media (°C)                                   | 8.7                                                     | 10.4                                                    | 14.6                                                    | 21.2                                                    | 26.3                                                    | 29.4                                                    | 33.4                                                    | 33.0                                                    | 28.7                                                    | 23.7                                                    | 17.6                                                    | 12.1                                                    | 21.6                                                    |
| Temp. mín. media (°C)                                   | 2.7                                                     | 4.4                                                     | 8.2                                                     | 14.3                                                    | 19.2                                                    | 22.8                                                    | 25.8                                                    | 25.6                                                    | 21.6                                                    | 16.3                                                    | 10.1                                                    | 4.6                                                     | 14.6                                                    |
| Precipitación total (mm)                                | 74.0                                                    | 100.7                                                   | 175.6                                                   | 223.8                                                   | 243.8                                                   | 306.7                                                   | 144.0                                                   | 128.9                                                   | 68.7                                                    | 59.7                                                    | 56.8                                                    | 41.5                                                    | 1624.4                                                  |
| Días de precipitaciones (≥ 0.1 mm)                      | 13.0                                                    | 13.2                                                    | 18.0                                                    | 17.7                                                    | 16.6                                                    | 15.5                                                    | 10.8                                                    | 10.3                                                    | 7.7                                                     | 8.8                                                     | 7.9                                                     | 7.8                                                     | 147.3                                                   |
| Horas de sol                                            | 91.9                                                    | 83.7                                                    | 85.2                                                    | 114.4                                                   | 151.1                                                   | 160.2                                                   | 248.7                                                   | 243.2                                                   | 185.8                                                   | 167.0                                                   | 147.5                                                   | 141.7                                                   | 1820.4                                                  |
| Humedad relativa (%)                                    | 77                                                      | 78                                                      | 81                                                      | 81                                                      | 80                                                      | 83                                                      | 77                                                      | 77                                                      | 77                                                      | 73                                                      | 72                                                      | 70                                                      | 77.2                                                    |
| Fuente: 中国气象局 国家气象信息中心                     |                                                         |                                                         |                                                         |                                                         |                                                         |                                                         |                                                         |                                                         |                                                         |                                                         |                                                         |                                                         |                                                         |